# حرب الجبل
حرب الجبل هي مجموعة من الاشتباكات العنيفة حصلت بين المرحلة الثالثة والمرحلة الرابعة من الحرب الأهلية اللبنانية. وضعت الحرب الجيش اللبناني والقوات اللبنانية بمواجهة تحالف من المجموعات اليسارية والإسلامية المعارضة للحكومة، يقودها الحزب التقدمي الاشتراكي بدعم من منظمة التحرير الفلسطينية وسوريا. بدأ النزاع عندما دخل الجيش اللبناني والقوات اللبنانية منطقة الشوف ذات الأغلبية الدرزية التي تقع جنوب شرق العاصمة بيروت، لإعادتها تحت سيطرة الحكومة، لكنها تعرّضت لمقاومة شديدة من الميليشيات الدرزية وحلفائها. أرتكب خلال الحرب العديد من المجازر في حق المدنيين، وتسببت في تدمير العشرات من قرى المنطقة وتهجير سكانها، بالإضافة إلى تفكك الجيش اللبناني وسقوط الحكومة في عهد رئيس الجمهورية أمين الجميل.

## خلفية
خلال الغزو الإسرائيلي للبنان في يونيو 1982، قامت القوات اللبنانية الجناح العسكري لحزب الكتائب اللبنانية، والتي تعدّ أكبر ميليشيا مارونية حليفة لإسرائيل، بإستغلال الفرصة ووسعت مناطق نفوذها وسيطرتها في لبنان بقيادة بشير الجميل. ركّزت القوات على التوسّع في المناطق الريفية التي يعيش فيها مجموعات كبيرة من المسيحيين، ومنها قضاء الشوف. بعد إغتيال الجميل في سبتمبر 1982، والذي كان رئيس الجمهورية المنتخب آنذاك، قررت الهيئة التنفيذية للقوات دخول منطقة الشوف مع نهاية الشهر. عارض إيلي حبيقة، وهو أحد القادة في القوات، لكنّ باقي الأعضاء مثل فادي أفرام وفؤاد أبو ناضر توافقوا على ذلك. مع دعم الجيش اللبناني، دخلت وحدات من القوات اللبنانية تحت قيادة سمير جعجع، الذي كان قائد القوات في منطقة الشوف وعاليه في جبل لبنان في يناير 1983، إلى المناطق المسيحية في غرب الشوف. إستطاعت القوات مع بداية السنة إنشاء مراكز وقواعد عسكرية في مناطق رئيسية من الشوف، منها عاليه، دير القمر، سوق الغرب، كفرمتى، بحمدون، قبرشمون وغيرها. بسبب ذلك، دخلت المجموعة في مواجهة مع المجتمع الدرزي الذي إعتبروهم دخلاء على أراضيهم.
كان الموارنة والدروز أعداءًا لفترة طويلة وتميّزت علاقتهم بالتوتر والنزاعات المستمرة، خاصّة بعد حرب إمارة جبل لبنان في 1860. تم إحياء العداوة من جديد خاصّة بعد أن قامت القوات بما وصف «رد الديون التاريخية» خلال محاولتها فرض السيطرة على الشوف، حيث قتل أكثر من 145 درزي في كفرمتى، تبعها مقتل العديد غيرهم في صاليما ورأس المتن، وأدّى ذلك إلى اندلاع الصراع بين القوات اللبنانية وأبرز ميليشيا درزية، جيش التحرير الشعبي التابع للحزب التقدمي الاشتراكي.

### إعادة تنظيم الجيش
بعد إغتيال بشير الجميل، أنتخب أخوه أمين الجميل رئيسًا للجمهورية في 21 سبتمبر 1982، وطلب إنشاء قوى متعددة جنسيات في لبنان مكوّنة من عسكريين أمريكيين، فرنسيين وإيطاليين ونشرها حول منطقة بيروت الكبرى بهدف حفظ السلام والنظام، ويحتمل وجود أهداف سياسية غير واضحة من ذلك. تعاون الجميل مع العماد إبراهيم طنوس المعيّن حديثًا قائدًا للجيش، ونجحا في إقناع الحكومة الأمريكية في مساعدة لبنان بإعادة بناء الجيش المفكك والمستنزف.

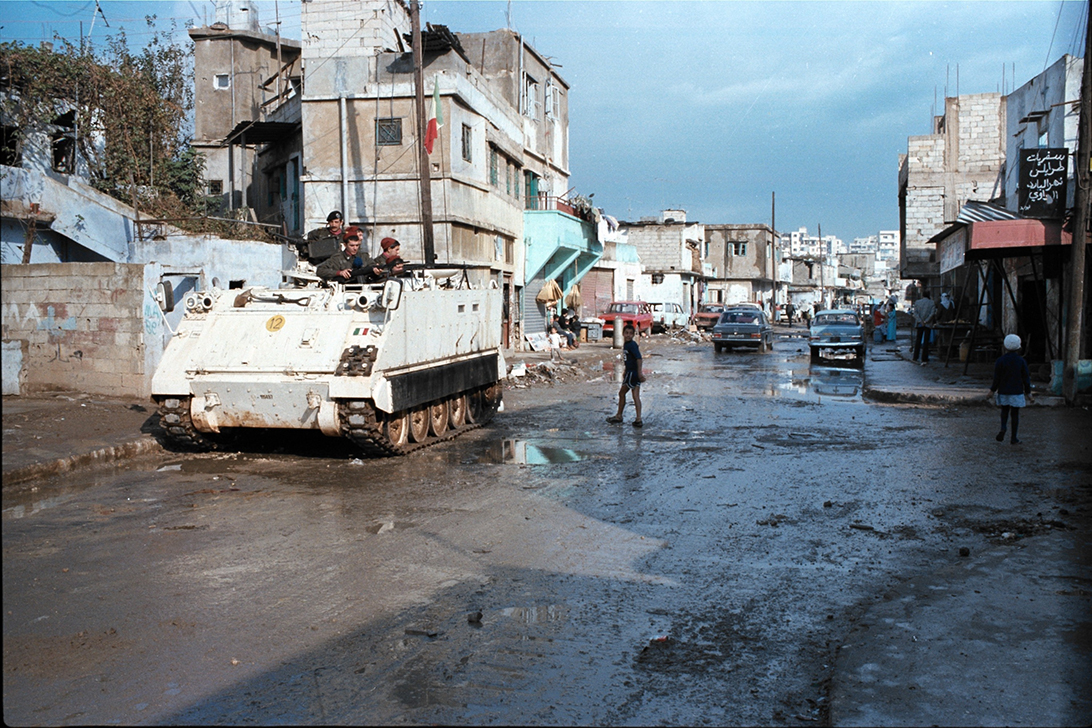
القوات الإيطالية في دورية مع القوات المتعددة الجنسيات في بيروت الغربية، 1982.

منذ 1978، كانت هناك خطط لإعداد ألوية مشاة ميكانيكية خفيفة، ورغم تواجد نواة لها مكوّنة من ثمانية ألوية بالإضافة إلى الحرس الجمهوري الذي تأسس مع منتصف 1982، لم تحظ هذه الفرق بقوّة بشرية ومعدّات عسكرية كافية. تحت رعاية الولايات المتحدة، نشأ برنامج تحديث الجيش اللبناني، وإستكملت الحكومة اللبنانية الإجراءات الخاصة بإعادة تنظيم وتوحيد وتوسيع الألوية اللبنانية، مستفيدةً من الأعداد الإضافية الناتجة عن التجنيد الإجباري وبمساعدة مادية من الأردن، الولايات المتحدة وفرنسا. قامت قوات مشاة البحرية الأمريكية ومظليي الفليق الأجنبي الفرنسي بتدريب الجنود اللبنانيين، واستمرت شحنات الأسلحة بالوصول مع نهاية السنة. هذه الأحداث أدّت إلى تشكيك المسلمين اللبنانيين بحياد القوى المتعددة الجنسيات، إنطلاقًا من موقفهم غير المقتنع بقدرة الجيش اللبناني آنذاك بالدفاع عن مصالح كل الأطراف اللبنانية، وبالفعل، كان الجيش اللبناني ذي طابع وسيطرة مسيحية. في 14 أكتوبر 1982، إستعاد الجيش السيطرة على بيروت الغربية، ونقل طنوس إهتمامه إلى منطقة الشوف. في 18 أكتوبر، بدأ العسكريون اللبنانييون في تأكيد وجودهم في المنطقة، لكنّهم لم يستطيعوا إيقاف الاشتباكات المسيحية الدرزية، ويعود ذلك عمومًا إلى الوجود الإسرائيلي الذي حدّ من نشاطات القوات المسلحة اللبنانية.
في نوفمبر، بدأ القتال في الشوف بالإنتقال إلى الضواحي الجنوبية الغربية من بيروت، كما إرتفعت وتيرتها بعد 1 ديسمبر بعد أن أصيب وليد جنبلاط، زعيم الحزب التقدمي الاشتراكي الدرزي، في محاولة لاغتياله في تفجير سيارة. في 20 ديسمبر، اندلع القتال مجددًا بين القوات اللبنانية والحزب التقدمي الاشتراكي في عاليه، واستمرّ حتى 7 فبراير 1983 عندما استطاع الدروز إحكام السيطرة على المنطقة وإخراج المقاتلين المسيحيين منها.

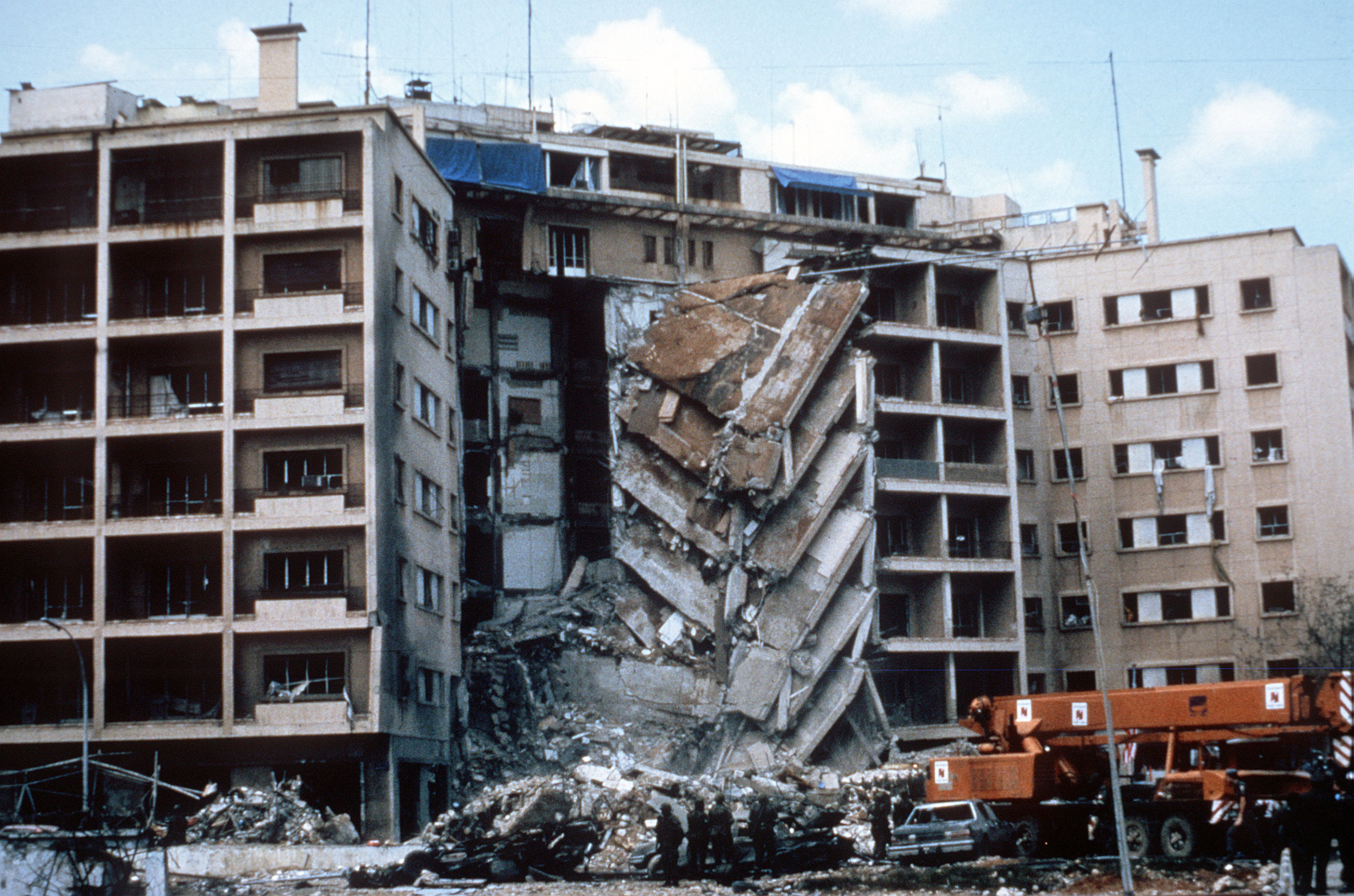
الأضرار بعد تفجير السفارة الأمريكية في بيروت الغربية، أبريل 1983.

في 18 أبريل، قاد انتحاري شاحنة توصيل مليئة بالمتفجرات إلى السفارة الأمريكية في بيروت الغربية قاتلًا 63 شخصًا، من بينهم روبرت اميس، أحد عملاء وكالة المخابرات المركزية، بالإضافة إلى 6 عمّال من محطة الوكالة في لبنان. تبنّت العملية حركة الجهاد الإسلامي التي لم تكن معروفة قبلها، وهي مجموعة مسلحة شيعية مدعومة من إيران ويقع مقرّها بالقرب من بعلبك في البقاع الذي تسطير عليه سوريا. كان هذا الهجوم بداية سلسلة من تفجيرات السيارات والشاحنات في لبنان.
في 28 أبريل، استمر القتال بين القوات اللبنانية والحزب التقدمي الاشتراكي في الشوف والجزء الشمالي من قضاء المتن، وامتدّ إلى بيروت الشرقية عندما قامت المجموعات الدرزية بقصفها بالمدفعية، وقد تكرّر ذلك بين 5 و8 مايو.

### إتفاق 17 أيار
بعد ستة أشهر من المفاوضة السرية بوساطة أمريكية، توصّل ممثلون من الحكومات اللبنانية، الإسرائيلية والأمريكية إلى إتفاق في 17 مايو 1983، إشتهر باسم إتفاق 17 أيار، والذي قضى بمغادرة جميع القوات المسلحة الأجنبية من لبنان، وتطبيع العلاقات مع إسرائيل. تطلّب تطبيق هذا الاتفاق تعاون سوريا التي اغتاظات من عدم دعوتها إلى المفاوضات، وعدم استشارتها قبل توقيعه، وأكّدت رفضتها لسحب جنودها من لبنان، وقد بلغ عددهم حوالي 30000. من الناحية الأخرى، إعترض الكثير من اللبنانيين المسيحيين والمسلمين على الاتفاق، والذي تضمّن أيضًا شروطًا أمنيّة فرضتها إسرائيل وصوّرت لبنان كأنه الدولة المنهزمة. على الرغم من موافقة مجلس النواب اللبناني عليه، لم يقم رئيس الجمهورية أمين الجميل بالتصديق عليه، ما أدّى لغضب رئيس الوزراء الإسرائيلي مناحم بيغن.

### إستمرار التوتر
إمتدّت المعارضة السياسية والمسلحة في مختلف البلاد كنتيجة لإدارة الجميل التي وصفت بالضعيفة. في 22 مايو، جرت عدّة إشباكات في جبال الشوف، حيث استمر الحزب التقدمي الاشتراكي بإخراج القوات اللبنانية مما تبقّى من المناطق التي تسطير عليه. على الرغم من الوجود الكبير من قوات الدفاع الإسرائيلية، لم يكن للإسرائيليين مصلحة أو إهتمام للدخول في النزاع بين الطائفتين اللبنانيين، ولم تقدّم الدعم العسكري لحلفيتها القوات اللبنانية.
خلال صيف 1983، بات الوضع في لبنان عبارة عن صراع نفوذ بين الأطراف اللبنانية، مع القوى المتعددة الجنسيات في المنتصف. إنسحب الإسرائيليون والسوريون إلى مناطق دفاعية وحاول كلّ منهما التفوّق على الآخر من خلال الحروب بالوكالة، التي قادت لنتائج مختلفة. لم تظهر الحكومة الأمريكية أي محاولة لإظهار حيادها في الصراع، وعلى العكس قامت بإستكمال تدريب وتسليح الجيش اللبناني حتّى أنها بدأت بدوريات مشتركة معها. أما فرنسا، إيطاليا والمملكة المتحدة فإمتعنت عن ذلك في سبيل الحفاظ على حياد القوى المتعددة الجنسيات.
في نفس الوقت، خططت الحكومة اللبناني لاستعادة سيطرتها على قضاء الشوف، وفي 9 يوليو، دخل الجيش اللبناني مركز مراقبة تركه الجيش الإسرائيلي، يقع على هضبة في شرق بيروت. أراد الجميل وطنوس نشر القوى المسلحة اللبنانية على المنطقة، واعتبرت نفسها وسيطًا بين القوات والحزب التقدمي. عارض جنبلاط ذلك، وإتّهم الجيش بخدمة مصالح حزب الكتائب، وبدأ هو الآخر بإعادة تنظيم وهيكلة جيش التحرير الشعبي، وهي الميليشيا التابعة للحزب بدعم من السوريين. مع تدهور العلاقة بين الجميل وأرئيل شارون، وزير الدفاع الإسرائيلي، أتهمت إسرائيل بالسماح للدروز بالتقدم العسكري في الشوف، ومرور شحنات الأسلحة الإسرائيلية من خلال نقاط تفتيشها.

### الاشتباكات مع الحزب التقدمي الاشتراكي

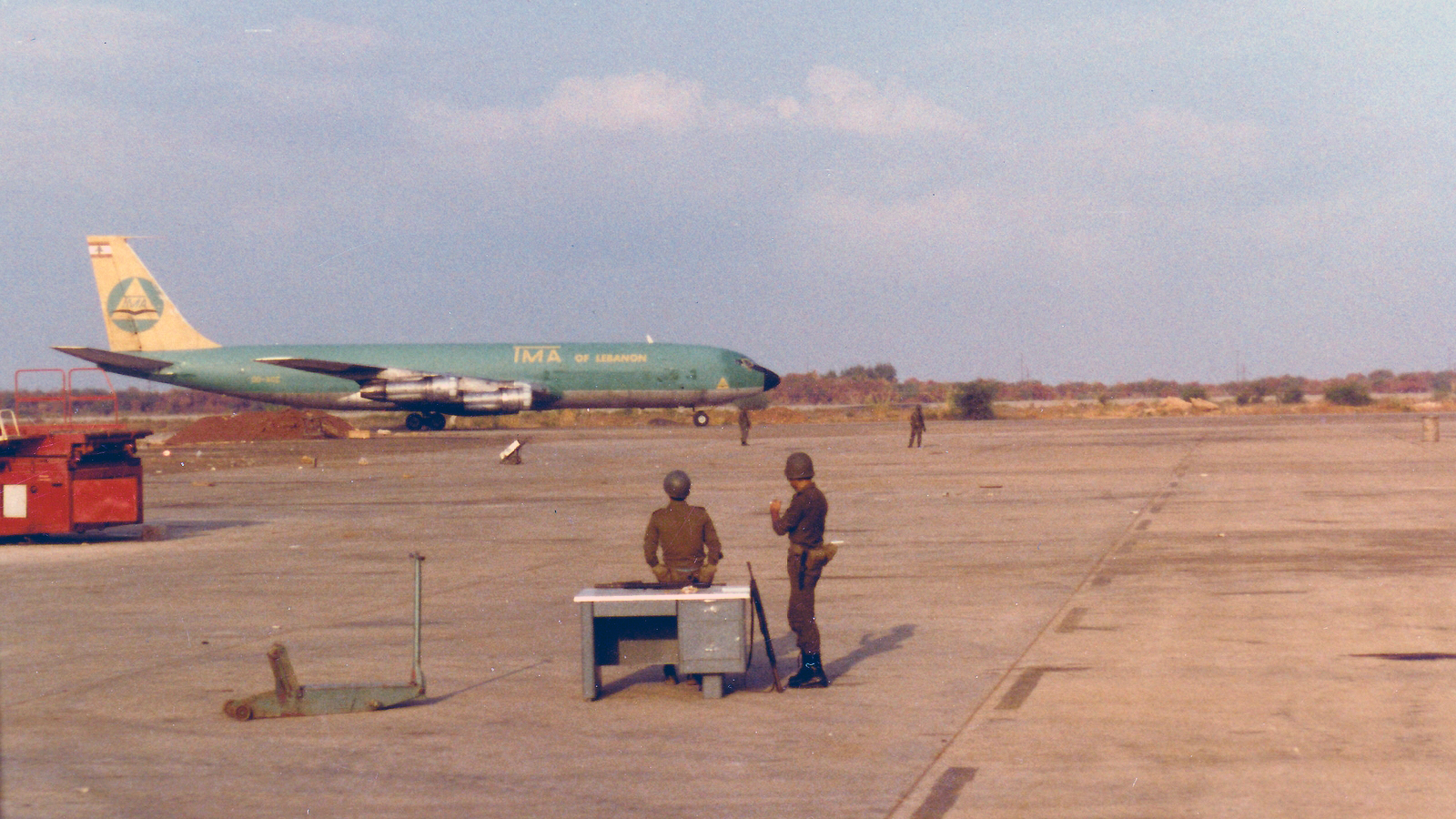
جنود لبنانيون يحرسون مطار بيروت الدولي في 1982.

أول إشتباك بين الحزب التقدمي الاشتراكي والجيش اللبناني حصل في 14 يوليو، عندما نصب الدروز كمينًا للجيش اللبناني الذي كان يرافق دورية عسكرية إسرائيلية. قتل 14 جندي لبناني بالإضافة إلى مقاتلين درزيين في الهجوم. كما استمر القصف المدفعي من الحزب التقدمي الاشتراكي الأحياء المقطونة من المسيحيين في بيروت الشرقية، حيث قتل 30 شخصًا و600 أصيبوا، وكان معظمهم مدنيين. كما استهدف القصف مراكز مشاة البحرية الأمريكية في مطار بيروت الدولي في خلدة، وأصيب ثلاثة من جنودها. بين 15 و17 يوليو، تواجه الجيش مع حركة أمل الشيعية في بيروت الغربية في خلاف حول إخلاء ملاك أرض شيعة من مبنى مدرسي.
في 23 يوليو، أعلن جنبلاط تأسيس تحالف جبهة المقاومة الوطنية اللبنانية بدعم من سوريا، وتكوّنت من عدّة أحزاب وميليشيات إسلامية ومسيحية معارضة لإتّفاق 17 أيار، وتكثّف القتال بين الحزب التقدمي الاشتراكي والقوات اللبنانية والجيش اللبناني خلال شهر أغسطس. أجبر قصف مدفعي ثقيل من الحزب التقدمي مطار بيروت الدولي على الإغلاق بين 10 و16 أغسطس، وصرّحت القيادة الدرزية بمعارتضها لنشر وحدات من الجيش اللبناني في الشوف. للمرة الثانية، تعرّض القوات البحرية الأمريكية للقصف في 28 أغسطس، وقتل إثنين من جنودها هذه المرة. نتيجة لذلك، قامت البحرية بالرد من خلال مدفعياتها الخاصّة، وقام بقصف مراكز الدروز في الشوف قذائف شديدة الانفجار من عيار 155 ملم. على الرغم من الجميل إتّهم سوريا بالوقوف خلف القصف الدرزي وهددّ بالرد عليها، استمر القصف المدفعي المتبادل بشكل متقطع حتى أُعلن عن وقف إطلاق النار مع نهاية أغسطس.

### الاشباكات مع حركة أمل
مع إستمرار الصراع في الشوف، إمتدّ القتال مجددًا إلى بيروت، وهذه المرة إلى بيروت الغربية ذات الأغلبية الإسلامية. إندلع القتال في منتصف أغسطس عندما تطوّر إضراب عام بسرعة إلى إطلاق نار متبادل بين حركة أمل بقيادة نبيه بري ضد الجيش اللبناني. على الرغم من الحركة استطاعت السيطرة على حركة أمل بعد أسبوعين من قتال الشوارع، أستكمل النزاع في 28 أغسطس بالقرب من مراكز القوى المتعددة الجنسيات في جنوب بيروت، وأدت لمقتل عدّة ضحايا. بعد يومين، قام الجيش اللبناني بدعم من القوى المتعددة الجنسيات والبحرية الأمريكية بإستعادة السيطرة على المعاقل الإسلامية.

### إنسحاب إسرائيل من الشوف
مع عدم مقدرة إسرائيل على تحمّل الخسائر من تنظيم قضاء الشوف، ويأسها من مقدرة أمين الجميل على التفاهم مع الشيعة والدروز، قرر الإسرائيليون الانسحاب بشكل أحادي من المنطقة والمناطق القريبة من بيروت إلى الجنوب وتحديًا حول نهر الأولي، ما سمح للجيش الإسرائيلي على فرض سيطرته على باقي المناطق. هذه الخطوة غير المتوقعة أزالت الحاجز بين الميليشيات الدرزية والمسيحية، والتي توجّهت نحو صراع مباشر. يصف بعض المحللون الدوليون أن الإسرائيليين تسببوا عمدًا بنشوء الصراع بهدف أن يسيطر الحلفاء المسيحيون على المنطقة. تسجيلات ظهرت حديثًا بين الرئيس الأمريكي رونالد ريغان ورئيس الحكومة الإسرائيلي مناحيم بيغن نشرتها صحيفة نيويورك بوست في نوفمبر 2014 بيّنت طلب ريغان من بيغن تأخير عملية الانسحاب الإسرائيلي من جبال الشوف. استمر وقف إطلاق النار أسبوعًا واحدًا، حتى أعلن وليد جنبلاط في 1 سبتمبر أن المجتمع الدرزي في لبنان رسميًا في حرب مع الحكومة اللبنانية، وإندلعت حرب الجبل.

## حرب الجبل

### القوى المتواجهة

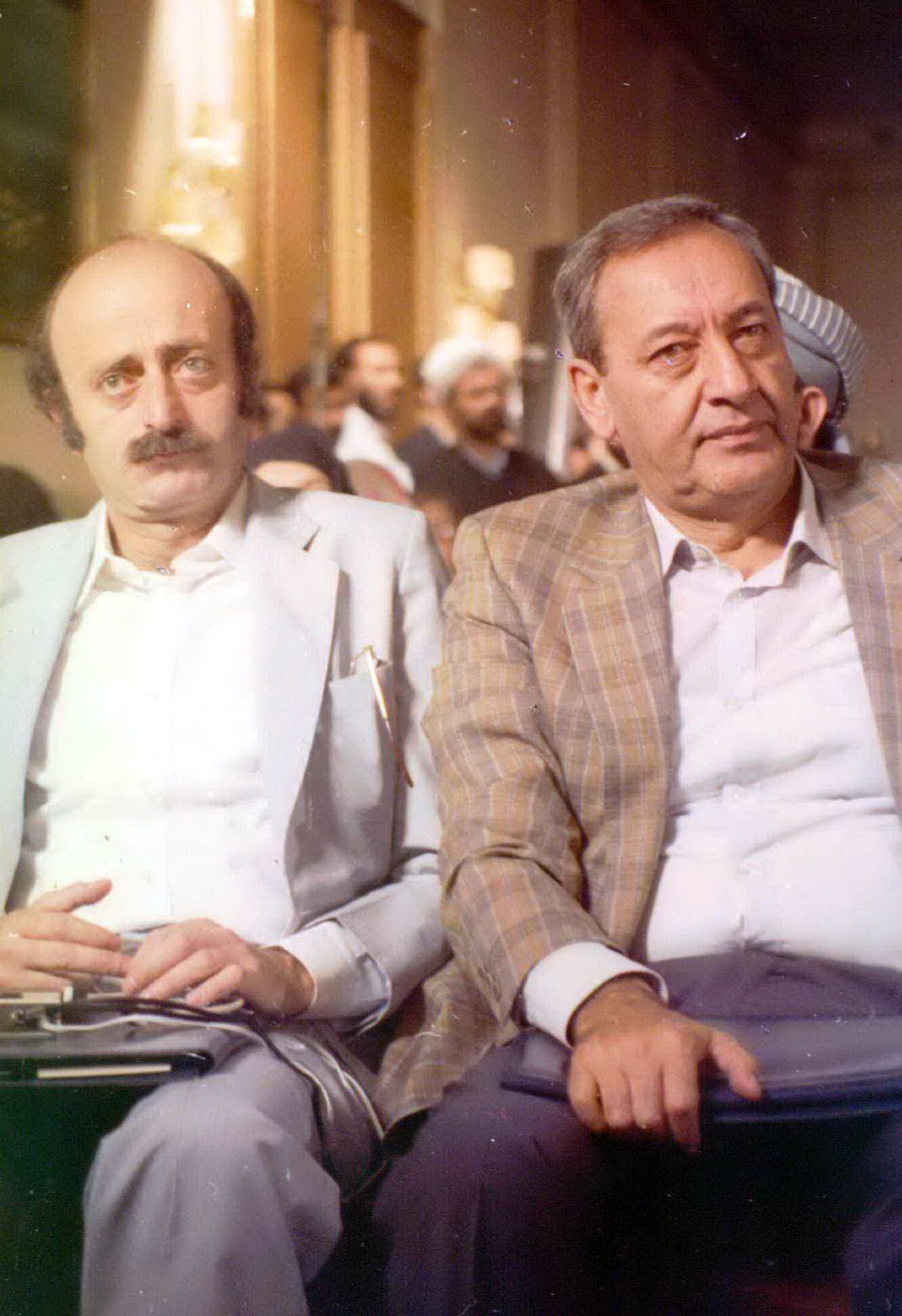
نبيه بري بجانب وليد جنبلاط في 1991.

خلال هذه الفترة، أصبحت ميليشا حزب التقدمي الاشتراكي بقيادة جنبلاط المكوّنة من 17 ألف مقاتل جزئًا من تحالف الجبهة الوطنية، والتي ضمت إليها أيضًا 300 مقاتل درزي أرسلهم غريمه مجيد أرسلان وآل يزبكي، 2000 مقاتل من الحزب السوري القومي الاجتماعي بقيادة إنعام رعد، 3000 مقاتل من المرابطون بقيادة إبراهيم قليلات و5000 من الحرس الشعبي التابيع للحزب الشيوعي اللبناني بقيادة إلياس عطا الله. بالإضافة إليها، كانت حركة أمل بقيادة نبيه بري تملك أكثر من 10000 مقاتل في بيروت الغربية، على الرغم من عدم إنضمامها رسميًا للجبهة. حظي الجبهة الوطنية ومعها حركة أمل بدعم مادي وعسكري متحفظ من منظمة التحرير الفلسطينية إلى جانب الجيش السوري.
القوات اللبنانية كانت تملك 2500 مقاتل مسيحي مجهزون بشكل خفيف في الشوف، ومعظمهم مرتبط بالوحدة العسكرية الموجودة في القرى الرئيسية في المنقطة، وبالإضافة إلى 2000 مقتل من الجيش اللبناني بجانبهم. كان الجيش اللبناني قد أعلن عن إنشاء تسع ألوية مشاة ميكانيكية هي اللواء الثالث، اللواء الرابع، اللواء الخامس، اللواء السادس، اللواء السابع، اللواء الثامن، اللواء التاسع، اللواء العاشر واللواء الحادي عشر، بمجموع حوالي 30000 مقاتل، جميعهم تحت قيادة العماد إبراهيم طنوس ورئيس الأركان الدرزي نديم الحكيم.
مع إنتشارها في غرب الشوف، وتواجدها في الجزئين الغربي والشرقي من بيروت، إستفادت ألوية الجيش من الدعم الجوي والمدفعي واللوجستي من الولايات المتحدة وفرنسا. في فترة ما بعد الانسحاب الإسرائيلي في الشوف، قاتل الجيش اللبناني والقوات اللبنانية إلى جانب بعضها، لكنّها تحاربت في عدّة مرات. إنعدام التنسيق بين القوات اللبنانية والحكومة أدّى إلى إنعدام الثقة بين قادة القوات وأمين الجميل، وخاصّة بسبب سياساته المعتدلة وعلاقته مع اللبنانية السنة والقادة الفلسطينيين.

### سبتمبر 1983
في 3 سبتمبر، بدأت قوات الدفاع الإسرائيلي المرحلة الأولى من خطة الانسحاب المسماة عملية ميلستون، وسحبت بسرعة قواتها من الجزء الجنوبي من بيروت بالإضافة إلى جزء من الطريق السريع الذي يصل بيروت بعاليه ودمشق، وخلال 24 ساعة أكملت القوات الإسرائيلية انسحابها إلى نهر الأولي. على الرغم من تفاجئها من العملية الإسرائيلية، توجّعت الألوية اللبنانية على الفور إلى الجنوب لتفرض سيطرتها على خلدة والطريق المجاور لمطار بيروت الدولي، لكنّها واجهت مصاعب بالقرب من عاليه بسبب القتال بين الدروز والقوات.

#### الهجوم الدرزي
مع مغادرة القوات الإسرائيلية منطقة الدروز، أطلق الدروز هجومًا على نطاق واسع على القوات اللبنانية والجيش اللبنانية في مراكزهم في دير القمر، قبرشمون وبحمدون. أقل من 300 مقاتل من القوات كانوا متوفرين للدفاع عن بحمدون بأوامر الحفاظ على مواقعم لمدة 12 ساعة حتى يتم استبدالهم بوحدات من الجيش اللبناني. بعد 72 ساعة، فشلت التعزيزات المتوقعة بالوصول، وبتحذير في آخر لحظة من منظمة التحرير، قام سمير جعجع بإخلاء جميع المدنيين المسيحيين في عاليه وقضاء الشوف إلى دير القمر، والتي تحظى بدلالة رمزية كونها المكان الذي حصلت فيه المجازر بحقّ المسيحيين في 1860.
تفاجئ مقاتلوا القوات اللبنانية بشراسة الهجوم مع تفوّق الدروز في الأعداد. في 7 سبتمبر، سقطت بحمدون في يد الجبهة الوطنية، ولحقتها قبرشمون بعد يومين، وأجبرت القوات اللبنانية على الانسحاب حتى دير القمر، التي كانت تحتوي على 10000 مسيحي من المدنيين، يقاتل بينهم 1000 مقاتل من القوات اللبنانية، واستطاعت إثنتان من الشركات المدرعة التابعة للقوات بالحفاظ على سوق الغرب وشحار، وقاد هجمات مضادة في القرى ذات الأغلبية الدرزية. إتّهمت قيادة القوات اللبنانية في بيروت الحزب التقدمي الاشتراكي بنهب بحمدون وتنفيذ «مجازر غير مسبوقة» في الشوف.وأنها قامت بعمليات «تطهير إقليمي» لترحيل المسيحيين من المنطقة. يقدّر أن الميليشا التابعة لجنبلاط قامت بقتل أكثر من 1500 مدني مسيحي ورحّلت 50000 آخرين من منازلهم إلى مناطق مسيحية مختلفة في الجبل وبيروت الغربية والشرقية بين 31 أغسطس و13 سبتمبر. بذريعة الانتقام، قامت القوات اللبنانية بقتل 127 مدني درزي بين 5 و6 سبتمبر في كفرمتا وشحار، ويقدّر أنّ عمليات القتل الواسعة بأسلوب «واحدة بواحدة» أدّت إلى ترحيل أكثر من 20000 درزي و163670 مسيحي من قراهم في الشوف.
عندما أضطر الجيش اللبناني للانسحاب في 12 سبتمبر بهدف تقوية مواقعم في سوق الغرب، إحتلّ الدروز الأراضي التي خلّفها. سمح ذلك لهم بالحصول على «جبال إستراتيجية» ومواقع قصف سهلة لمراكز البحرية الأمريكية في المطار. في 15 سبتمبر، تقدّم الدروز وحلفائهم إلى سوق الغرب، وهي منطقة جبلية تطلّ على القصر الرئاسي في بعبدا ومبنى وزارة الدفاع في يرزة.

#### معركة سوق الغرب
في سوق الغرب وشحار، إنضم الجيش اللبناني إلى وحدات القوات اللبنانية التي قامت بصدّ الموجة الأولى من الهجمات الدرزية والتي كان تعاني من نقصًا في المؤن. في الثلاثة الأيام اللاحقة، قام اللواء الثامن بقيادة العقيد ميشال عون بمواجهة الهجمات بقوّة للحفاظ على السيطرة على سوق الغرب، كيفون وبسوس. في حين كان اللواء الرابع في شحار، قبرشمون وعرمون، أما فرقة مشاة الثانية والسبعين من اللواء السابع في ضهر الوحش بالقرب من عاليه. دخلت القوات الجوية اللبنانية النزاع لأول مرة منذ المرحلة الأولى 1975-77 من الحرب الأهلية، بهيئة سرب من عشر طائرات مقاتلة بريطانية الصنع بهدف دعم وحدات الجيش اللبناني المحاصرة في الشوف. بما أن القاعدة الرئيسية «قاعدة رياق الجوية» كان قد تعرّضت للقصف من الجيش السوري، أضطرت القوات الجوية على إطلاق العملية من مطار مرتجل في حالات بالقرب من جبيل، صنعها الأمريكيون باستخدام جزء من الطريق السريع الساحلي. أول طلعتين جويّتين إنطلقتا في 16 سبتمبر، عندما قام ثلاث جنود لبنانيون بدعم من البحرية الفرنسية بمحاولة تفجير مواقع تابعة للحزب التقدمي الاشتراكي والجيش السوري في الشوف، لكنّ الدروز كانوا مستعدّين للهجوم، وبإستخدام مجموعة من أنظمة الدفاع الجويّة المزودة من سوريا. إحدى الطائرات تعرّضت للقصف، وإستطاع الطيار بشق الأنفس إنزالها في البحر، وتم إنقاذه من البحرية الأمركية. الطائرة الثانية تعطّلت بسبب إطلاق نار أرضي وأضطرت للهبوط في حالات. أما الثالثة فلم تعد إلى القاعدة لكن مرّت فوق قاعدة أكروتيري في قبرص، وطلب الطيار لجوئًا سياسيًا فور وصوله. بعد يومين، وتحديدًا في 18 سبتمبر، قام الطيارون اللبنانييون بإطلاق طلعة جويّة أخرى ضد المراكز الدرزية في الشوف، وفي اليوم التالي، في 19 سبتمبر، حلّقت طائرة تدريبة لبنانية بريطانية الصنع ذات مقعدين في مهمة إستطلاعية في الشوف، وتعرّضت لإطلاق نار ما أدّى لتحطمها ومقتل الطيارين فيها.
طلب طنوس دعمًا عسكريًا عاجلًا من الولايات المتحدة لأوليته التي تحارب في سوق الغرب. في البداية، رفض الأمريكين، لكنّهم وافقوا في النهائي عندما شعروا بخطر خسارة القرية ذات القيمة الكبيرة. هاجمت البحرية الأمريكية مواقع الدروز، وساعدت الجيش اللبناني بالحفاظ على القرية حتى الإعلان عن وقف إطلاق نار في 25 سبتمبر في دمشق. على الرغم من إنتصار الجيش اللبناني على القوات الدرزية في المعركة، إلا أن السؤال يظل مطروحًا حول قدرته على الحفاظ على القرية بلا الدعم الأمريكي. كان ذلك إنتصارًا مكلّفًا للجيش اللبناني، وسجل بداية الانقسام الطائفي في صفوفه. قبل إطلاق النار مباشرة، قام رئيس الأركان نديم الحكيم وقائد اللواء السابع ذو الأغلبية الدرزية، إنسحب إلى أراضي الحزب التقدمي الاشتراكي لكنّه لم يعلن عن انشقاقه رسميًا. ردًا على طلب من وليد جنبلاط لتحييد الجيش، ترك 800 جندي درزي من اللواء الثامن المكوّن من الدروز العملية في حمانا وبيت الدين، في حين 1000 جندي درزي من نفس اللواء رفضوا ترك الثكنة العسكرية بالرغم من أوامر قائدهم أمين القاضي.

#### محادثات التفاهم في جنيف
ساهم وقف إطلاق النار في 25 سبتمبر بإستقرار الأوضاع شيئًا فشيئًا. حافظت الحكومة اللبنانية على سلطتها في مناطق بيروت الغربية، لم تدخل حركة أمل حتى الآن في النزاع، وظلّ جنبلاط والحزب التقدمي الاشتراكي محاصرًا في جبال الشوف. تقابلت الحكومة مع المعارضة في جنيف في سوسيرا، بهدف القيام بمؤتمر صحفي موحّد برعاية السعودية وسوريا وبرئاسة الجميل، حيث نوقش فيه الإصلاحات السياسية واتّفاق 17 أيّار.
بدورها، ظلت الولايات المتحدة في موقفها الداعم لدور إسرائيل المتحالف مع الحكومة اللبنانية. كانت شحنة أسلحة طارئة قد أرسلت في 14 سبتمبر إلى وحدات الجيش اللبنانية المحاصرة في الشوف، ودعمت بهجمات جوية وإطلاق نار بحري. في 20 سبتمبر، تعرّض مكان إقامة السفير الأمريكي في بيروت الشرقية للقصف المدفعي. ردًا على ذلك، استخدمت البحرية الأمريكية في مركزها في مطار بيروت الدولية ام 198 هاوتزر من عيار 155 مم لدعم الجيش اللبناني. في نفس اليوم، قرر الكونغرس الأمريكي بالأغلبية تطبيق «قرار سلطات الحرب» في لبنان، والذي سمح للوجود العسكري الأمريكي بالإستمرار لمدة ثمانية عشر شهرًا. أوضح نائب الرئيس جورج بوش أن موقف إدارة ريغان هو مطالبة سوريا بالانسحاب من لبنان. وصلت وحدة كبيرة مكوّنة من عشرات السفن إلى الساحل اللبناني، بالإضافة إلى 2000 من المشاة البحريين. أعلن وزارة الدفاع الأمريكية أنّ تعزيز قدراتها العسكرية يهدف إلى توجيه رسالة واضحة إلى سوريا.

### أكتوبر 1983

#### الموقف الأمريكي
يصف الكثير من المراقبين الدوليين الإجراءات الأمريكية بأنها تهدف لإعادة تشكيل التوازن في المنطقة لصالح حكومة أمين الجميل على سوريا وحلفائها اللبنانيين. دخلت الولايات المتحدة مرة أخرى في دائرة صراع جديدة بين أطراف تحاول فرض تأثيرها في لبنان بالقوّة، وهي إسرائيل وسوريا.
بعد هذا الموقف الأمريكي، أعلنت حكومات المملكة المتحدة، فرنسا وإيطاليا قلقها وخوفها على جنودها في القوى المتعددة الجنسيات، وطالبت إدارة ريغان بحصر نشاطاتها في المنطقة بحماية المدنيين اللبنانيين والتوقّف عن الدعم حكومة الجميل فيما وصفوه إعتدائه وهجموه على شعبه. على الرغم من ذلك، رفض ريغان تغيير موقفه ووصلت شحنة جديدة من الأسلحة إلى الجيش اللبناني في 1 أكتوبر، منها دبابات إم-48 باتون، المزيد من إم-113 بالإضافة إلى ام 198 هاوتزر من عيار 155 مم ذات مدى طويل. في نفس اليوم، أعلن جنبلاط عن تأسيس حكومة إدارية خاصة بالجبل، سمّاها «الإدارة المدنية في الجبل»، ودعا لإنسحاب الدروز من الجيش اللبناني. بعد أيّام لاحقة، عاد قائد اللواء السابع نديم الحكيم إلى ثكنة سعيد الخاطب مع 800 جندي الذين كانوا قد إنسحبوا سابقًا من اللواء الحادي عشر، وأعلن أن قراره هو البقاء في الشوف، في حين ظل جنوده إلى جانب الحزب التقدمي الاشتراكي.
مع وصول شحنات الأسلحة، وصلت القناطر البحرية الأمريكية بدورها. في ميلين داخل الساحل اللبناني، أطلقت البارجة يو إس إس نيو جيرسي، المدمرة يو إس إس جون رودجرز بالإضافة إلى الطراد يو إس إس فرجينيا ذو القوة النووية حوالي 600 قذيفة بوزن 70 رطلًا باستخدام المدافع البحرية ذات الست إنشات على التلال فوق بيروت. لسوء الحظ، أطلق هذا الهجوم بلا تحضير حيث لم ترسل البحرية الأمريكية قوات التحكم الجوي المتقدم لمساعدتها في تحديد مواقع الحزب التقدمي الاشتراكي والجيش السوري، وفشلوا في إصابة أهدافهم. بل على العكس، وصلت معظم القذائف إلى الضواحي الشيعية والدرزية في بيروت الغربية وغرب الشوف، ما أدّى لمئات الضحايا. للكثير من اللبنانيين المسلمين، كانت هذه الحادثة «القشة التي قصمت ظهر البعير»، والتي أنهت أي جدال حول حياد الولايات المتحدة في الصراع.

#### تفجيرات ثكنات القوة المتعددة الجنسيات

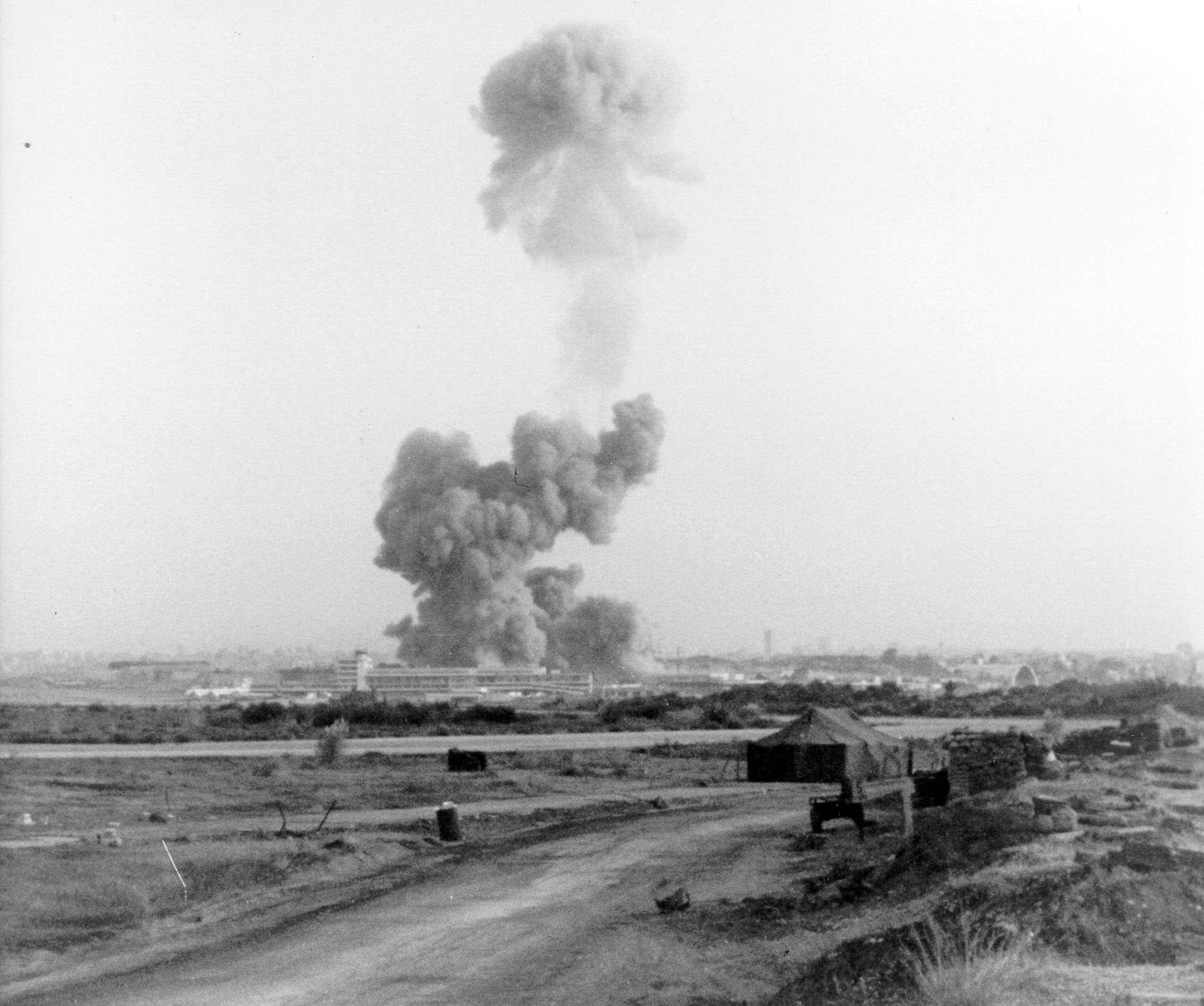
الدخان المتصاعد بعد تفجير مقرّ البحرية الأمريكية في مطار بيروت الدولي.

في صباح 23 أكتوبر، إنفجرت شاحنة في معقل الكتيبة الأولى من الثمانية في البحرية الأمريكية في مطار بيروت الدولي، قتل فيها 245 جندي أمريكي و130 بحري. تبع ذلك بعد دقائق قليلة إنفجار في الشركة الفرنسية الثالثة، مقرّ فوج المظليين الأوّل في دكار في الرملة البيضا داخل بئر حسن في قضاء الأوزاعي، وقتل 58 مظلّي فرنسي. مجددًا، تبنّت العملية الأولى حركة الجهاد الإسلامي الشيعية، وحذّرت من هجمات قادمة.
ردّت فرنسا على هذه التفجيرات بهجمات جويّة على مراكز حركة الجهاد في البقاع. استخدمت خلالها داسو إتندارد 4 وحاملة الطائرات فوتش في قصف النبي شيت، التي يعتقد بأنهّا مقر حركة أمل الإسلامية المنشقة عن حركة أمل، كما هاجمت قاعدة الحرس الثوري الإيراني في رأس العين بالقرب من بعلبك، لكنّها فشلت في ضرب المرافق ولم تحدث أضرار معتبرة. أصابت أيضًا مراكز للجيش السوري والحزب التقدمي الاشتراكي في الشوف في حين كانت السفن الحربية الأمريكية إسكتملت قصفها المدفعي ضد السوريين والدروز.

### نوفمبر 1983
في 4 نوفمبر، تدمّرت ثكنة عسكرية إسرائيلية في صور نتيجة تفجير شاحنة إنتحاري، قتل فيها 46 جنديًا. في نفس اليوم، شنّت القوى الجويّة الإسرائيلية هجومًا على مراكز فلسطينية بالقرب من بعلبك، على الرغم من أن حركة الجهاد تبنّت العمليّة مجددًا لا منظمة التحرير.
في 10 نوفمبر، نجت إحدى طائرات داسو إتندارد 4 بصعوبة من القصف باستخدام ستريلا-2 بالقرب من مخيم اللاجئين في برج البراجنة أثناء الصراع على إحدى مراكز الحزب التقدمي الاشتراكي. قامت إسرائيل بدورها بهجمات جويّة في 16 نوفمبر، ضاربة أحد المخيمات التدريبة في البقاع. في اليوم التالي، ضربت داسو إتندارد 4 الفرنسية بنفس الأسلوب أثناء هجومها على مركز تابعة لحركة الجهاد في بعلبك.
استمرّ القتال بقوّة في الضواحية الجنوبية الغربية في بيروت بين الجيش اللبناني وحركة أمل خلال نوفمبر. مع نهاية الشهر، كان قضاء الشوف مسرحًا للقصف المدفعي المتبادل بين الجيش اللبناني والحزب التقدمي الاشتراكي، أكملها إشتباكات عنيفة في سوق الغرب، عيتات ومناطق أخرى قريبة. تابعت إسرائيل قصفها الجوّي في الشوف حيث قصفت في بين 20 و21 نوفمبر مناطق بحمدون، صوفر، فالوغا، راس الحرب، راس المتن، بعلمشاي وكبية، خسرت خلاله مقاتلة كفير بالقرب من بحمدون، على الأرجح بسبب ستريلا-2، وأنقذ الجيش اللبناني الطيار. في 30 نوفمبر، تجدّد القصف المدفعي بالقرب من مطار بيروت الدولي في خلدة.

### ديسمبر 1983

#### المواجهة الأمريكية-السورية في الشوف

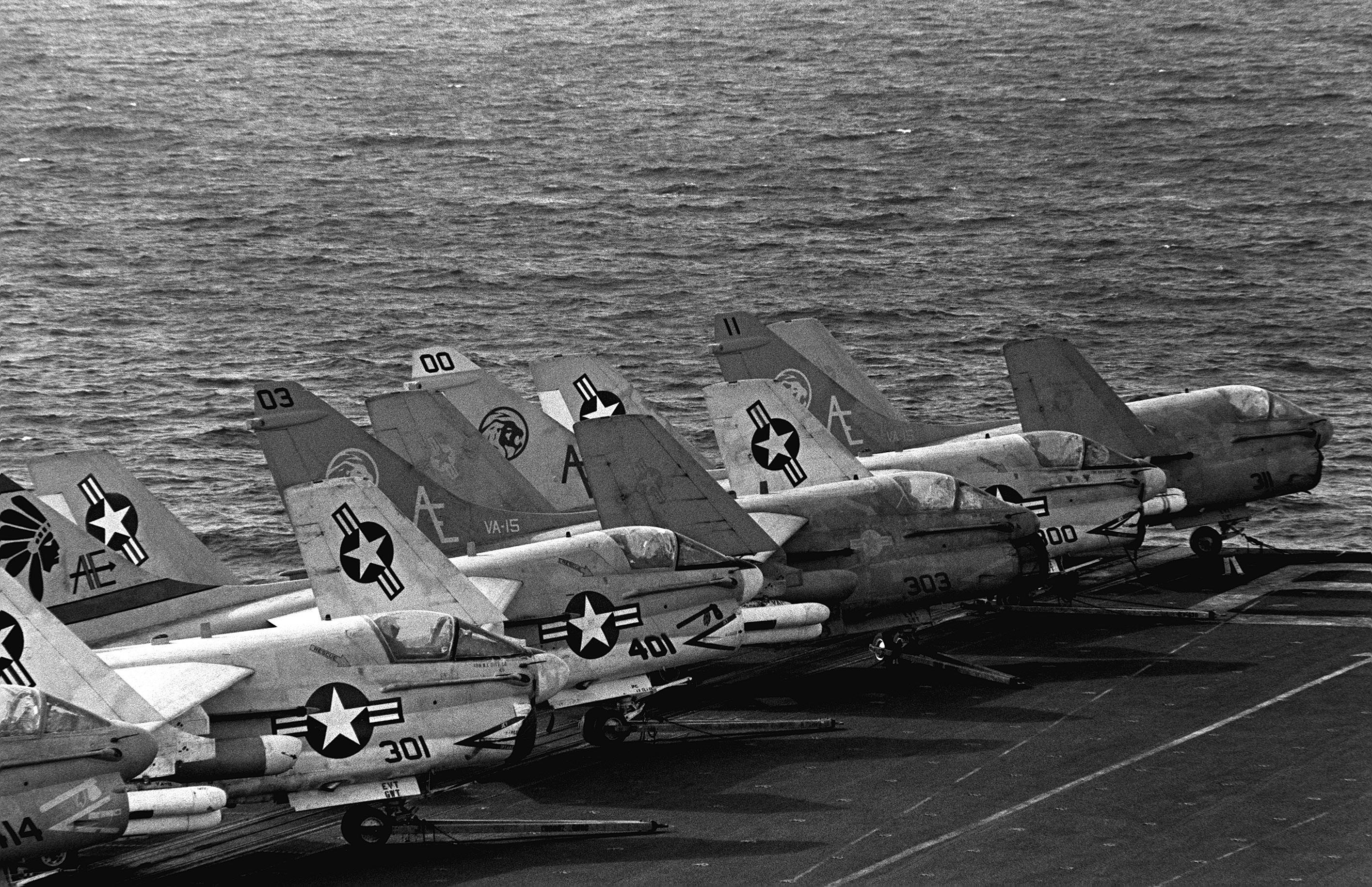
الطائرات الأمريكية تستعدّ للتحليق قبل الغارة الجوية على الحاملة يو إس إس إندبندنس.

تصعّد التوتّر الدبلوماسي بين سوريا والولايات المتحدة إلى مواجهة مباشرة مع بداية ديسمبر. على الرغم من التحذيرات الأمريكية، قامت المدفعية السورية المضادة للطائرات بقصف إثنتين من طائرات إف-14 توم كات كات التابعة للبحرية الأمريكية عندما كانتا تحلّقاء في مهمة إستكشافية فوق الطريق السريع بين بيروت ودمشق في البقاع. بهدف إيصال رسالة للرئيس السوري حافظ الأسد، ردّ الأمريكيون بغارة جويّة في 4 ديسمبر باستخدام ثمانية وعشرين من مقاتلات غرومان ايه-6 إنترودر وإيه-7 كورسير 2 يدعمها طائرة نورثروب غرومان إي إيه-6 بي براولر، طائرتا إي - 2 هوك آي، بالإضافة إلى طائرتا إف-14. حلّقت هذه الطائرات من الحاملتين يو إس إس إندبندنس ويو إس إس جون كينيدي، ودخلت اليابسة من خلال بيروت متوجّهةً نحو ثمانية منشئات تابعة للجيش السوري والحزب التقدمي الاشتراكي، منها مستودعات أسلحة ومواقع قصف مدفعي مضادة للطائرات بالقرب من فالوغا وحمانا في شرق بيروت. كما إستهدفت أيضًا مراكز تابعة لمنظمة الصاعقة الفلسطينية الموالية لسوريا.
على كل حال، فشلت الغارة الجويّة الأمريكية. عندما وصلت المقاتلات إلى الشوف، تعرّضت لإطلاق نار شديد من المراكز المضادة للطائرات، حتّى إن الدخان في السماء كان يوزاي الدخان الناتج عن القصف في الأرض، وبلغ بحسب وزارة الدفاع الأمريكية 40 صاروخ أرض-جو. إلى جانب المدافع الآلية زي بي يو-1، زي بي يو-2، زي بي يو-4 من عيار 14.5 ملم، زي يو-23-2 من عيار 23 ملم والمضاد للطائرات اي زي بي اس-60 من عيار 57 ملم، استخدم السوريون زي أس يو-57-2، السلاح الذاتي زي أس يو-23-4 شيلكا، ستريلا-2 وسي أي-9 غاسكين. سقطت طائرتان أمريكيتان، واحدة أي-6 إي والثانية أي-7 إي. الطيار الأول قتل بسبب أنّ مظلّته لم تعمل بشكل صحيح، في حين مرافقه بوبي غودمان نجا وأسره السوريون بمساعدة بعض المدنيين اللبنانيين، حيث سقطت الطائرة في قضاء المتن الذي يسيطر عليه السوريون. أمّا طيّار أي-7 إي إدوارد أندروس فقد كان أفضل حظًا، حيث هبط في البحر وأنقذه صياد مسيحي وإبنه، ثم سلّمه لاحقًا للبحرية. إنفجرت طائرته بالقرب من قرية زوق مايكل في قضاء كسروان، وأدّى ذلك إلى مقتل امرأة لبنانيّة حيث إقتحم الحطام منزلها.
على الرغم من أن البحرية الأمريكية أطلقت أكثر من 150 قنبلة عنقودية «سي بي يو-100»، صرّح السوريّون بأنهم خسروا مركز ذخيرة وسيّارة مدرّعة، مع مقتل إثنين وإصابة ثمانية. لم تطلق الولايات المتحدة غارة جويّة مرة أخرى، واقتصر هجومها على القصف المدفعي من السفن الحربية ومراكز البحرية في المطار على المراكز السورية والدرزية في الشوف.

#### إخلاء سوق الغرب ودير القمر
في 4 ديسمبر، أعلن جنبلاط تأكيدًا على «حسن النية» أنه سيرفع الحصار عن سوق الغرب ودير القمر، المستمرّ منذ سبتمبر والذي أدى إلى إعتماد سكّانها كليًا على مساعدات الصليب الأحمر الأسبوعية بالغذاء والطب. تدخّلت إسرائيل لاحقًا في 15 ديسمبر للمساعدة في إخلاء 2500 مقاتل من القوات اللبناني و5000 مدني من دير القمر وسوق الغرب، وأمّنت وحداتها المخرج لهذه المجموعات. في النهاية، أخذوا على متن بحرية إسرائيلية كانت تتواجد في مرفأ صيدا إلى منطق يسيطر عليها المسيحيين.
أثناء حدوث هذا الإخلاء، قامت السفينة الحربية يو إس إس نيو جيرسي بإطلاق النار دعمًا للجيش اللبناني بهدف قصف مراكز تابعة للحزب التقدمي الاشتراكي في شويفات، ومراكز للحيش السوري في ضهر البيدر وقضاء المتن. في اليوم التالي، أعلنت جميع الأطراف المشاركة في النزاع عن وقف إطلاق نار، ما سمح بإعادة فتح مطار بيروت الدولي أخيرًا.
في بيروت الغربية، حدثت إشتباكات عنيفة في منتصف ديسمبر بين حركة أمل والجيش اللبناني في الشياح وبرج البراجنة، ومجددًا في 24 ديسمبر عندما حاول الجيش اللبناني إحتلال مواقع إستراتيجية أخلتها القوات الفرنسية من القوا المتعددة الجنسيات في صبرا وشاتيلا على الطريق إلى المطار. هذه المرة، ساند الحزب التقدمي الاشتراكي الحركة في القتال، ما أجبر الجيش على الإنسحاب إلى بيروت الشرقية بعد خمسة أيام من القتال في الشوارع.

### يناير 1984

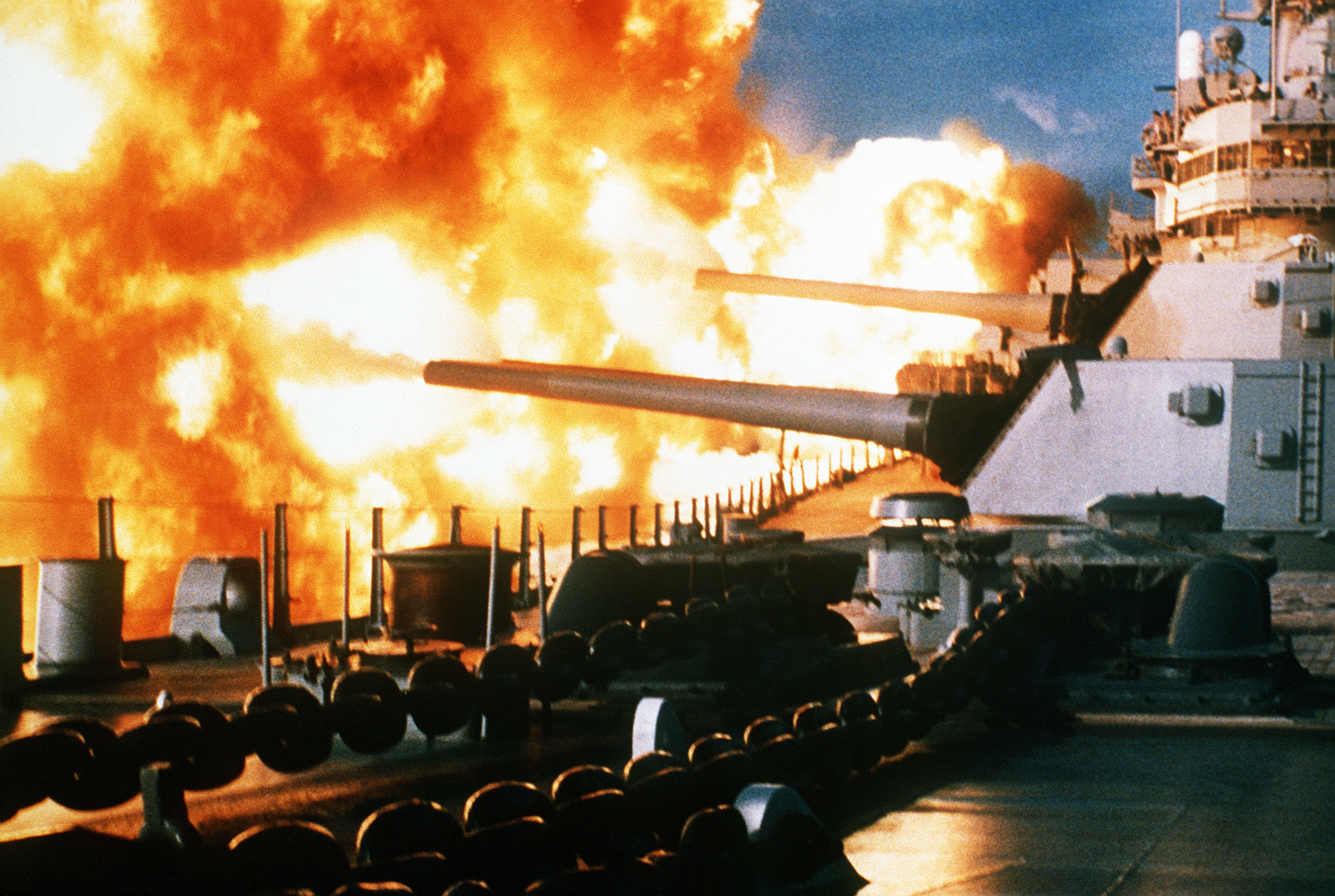
قصف يو إس إس نيو جيرسي لقواعد الحزب التقدمي الاشتراكي في الشوف.

في 5 يناير، أعلنت الحكومة اللبنانية عن خطة لنزع السلاح في بيروت والمناطق القريبة منها بتوافق مع إسرائيل، سوريا، القوات اللبنانية، حركة أمل والحزب التقدمي الاشتراكي. تطبيق الخطّة تأخّر لاحقًا بسبب إستمرار الصراع الداخلي في بيروت وخارجها وفي الشوف وطرابلس. مع بداية الشهر، طلب وليد جنبلاط ونبيه بري من ودات الجيش اللبناني العودة إلى ثكناتها وتجنّب الدخول في النزاعات القائمة، كما أكّدوا على رغبتهم بإلغاء إتّفاق 17 أيّار مع إسرائيل. رافق ذلك جولة أخرى من القتال حول سوق الغرب، ضهر الوحش، كيفون، كبرشمون، عرامون، خلدة والضواحي الجنوبية لبيروت، عندما تمركز الجيش اللبناني في هذه المناطق لمحاولة دفع الجبهة الوطنية وحركة أمل إلى الانسحاب نحو بيروت الغربية أكثر فأكثر.
في 16 يناير، إندلع قتال آخر مع تجدّد المخاوف بنهاية وقف إطلاق النار العملي المستمرّ في بيروت منذ نهاية سبتمبر. قام الحزب التقدمي الاشتراكي بقصف بيروت الشرقية ومراكز البحرية، مع دخول حركة أمل والجيش اللبناني بشكل هامشي. كان ذلك ردًا على قصف يو إس إس نيو جيرسي ويو إس إس تاتنال للمراكز الدرزية في التلال حول بيروت.

### فبراير 1984

#### خطة بيروت الأمنية
مع بداية فبراير، بدا من الواضح أن الحكومة اللبنانية وجيشها سيواجه تصعيدًا عسكريًا عنيفًا. استمرّ تبادل القصف بين بيروت الشرقية والغربية، وفي الشوف والبقاع. بهدف الحفاظ على سيطرة الحكومة على بيروت ومنع عودة الميليشيات إلى القسمين الغربي والشرقي منها، أمر طنوس وحدات الجيش بأن تتمركز على مدار الخط الأخضر، وقد حظيوا بدعم القوات اللبنانية. على الرغم من صعوبة الموقف، إلا أن قيادة الجيش رأت ضرورة توحيد العاصمة بتطبيق خطة أمنية مستعجلة، وأعادت تنظيم الجيش اللبناني في ثمانية ألوية مشاة ميكانيكية، وتشكّلت بما يلي:
- اللواء الثالث، بقيادة نزار عبد القادر، متمركز في الحدث وكلية العلوم في الجامعة اللبنانية حتى الضواحي الجنوبية.
- اللواء الرابع، بقيادة نايف قلاص، منتشر في قرى خلدة، عرامون، كبرشمون وشحار، بمهمة الدفاع ضد القادمين من جنوب بيروت.
- اللواء الخامس، بقيادة خليل كنعان، متمركز في سن الفيل في بيروت الشرقية وقضاء المتن كقوّة إحتياطية.
- اللواء السادس، بقيادة لطفي جابر، بمهمة الحفاظ على النظام في بيروت الغربية.
- اللواء السابع، بقيادة عصام أبو جمرا، منتشر في الأشرفية والحدث في بيروت الشرقية، وفي ضهر الوحش بالقرب من عاليه في قضاء الشوف، بمواجهة الحزب التقدمي الاشتراكي.
- اللواء الثامن، بقيادة ميشال عون، متمركز في سوق الغرب، قفيون وبسوس بمواجهة الحزب التقدمي الاشتراكي، وبمهمة الدفاع ضد القادمين من جنوب شرق بيروت إلى بيروت الشرقية وبعبدا.
- اللواء التاسع، بقيادة منير مرعي، منتشر في الحازمية وسن الفل كقوّة إحتياطية.
- اللواء العاشر، بقيادة نصيب عيد، بدعم من فوج المغاوير الذين يقودهم يوسف طحان، منتشرين في بيروت الشرقية كقوّة إحتياطية.

#### معركة بيروت
في 1 فبراير، إنتقد وليد جنبلاط خطة نزع السلاح واعتبرها مضيعة وقت، في حين قام مقاتلو الحزب التقدمي الاشتراكي بالانضمام إلى وحدات حركة أمل تحضيرًا للهجوم على مراكز الجيش اللبناني في بيروت الكبرى، ما يعتبر بداية معركة بيروت. في 3 فبراير، شنّت الحزب التقدمي والحركة عمليّة هجوميّة واسعة النطاق ضد قواعد الجيش اللبناني في الضواحي الجنوبية والشرقية من المدينة، لحقها قتال عنيف في المناطق المتوسطة أيضًا.
مع إستمرار التوتّر في بيروت الغربية بين الجيش اللبناني وحركة أمل، شكّ الأخيرون بأن قيادة الجيش تخطط لهجوم واسع ضد مقاعل الحركة في الشياح وبئر عبد وبئر حسن والأوزاي وخلدة. بدأ القتال في 6 فبراير، عندما أرسل الجيش فرقة المشاة الثانية والخمسين من اللواء الخامس على دبابات إم-133 مدعومة بإم-48 باتون في مهمّة دوريّة روتينيّة، كان ستمرّ في منطقة الدورة، ثمّ المتحف الوطني في كورنيش المزرعي، ومستشفى بربير في الأوزاعي، حتى جسر الكولا ومنطقة الروشة التجارية. تفاجئت حركة أمل من الحجم العسكري الذين اعتبروه غير طبيعي بالنسبة لمهمة روتينيّة بسيطة، واعتبرتها محاولة من الحكومة اللبنانية لاحتلال الضواحي الغربية بالقوّة. أمرّ نبيه بري وقيادة الحركة المقاتلين بالتعبئة الفوريّة، ومع وصولها إلى جسر فؤاد شهاب بالقرب من مستشفى بربير، سقط فرقة الجيش اللبناني في كمين. تعرّضت دبابات أم-48 للقصف بعشرات الضربات من آر بي جي 7 المضادة للدبابات، ما أوقف تقدّم الدوريّة.
طلبت قيادة الجيش إعادة نشر وحدتها المتمركزة في بيروت الكبرى، ورسم خط فاصل جديد بين بيروت الغربية والشرقية. إمتدّ الخط الجديد من المرفأ في خليج سان جورج حتى كفرشيما في قضاء بعبدا، وقد كان هدفه منع الجبهة الوطنية وحركة أمل والقوات اللبنانية من أي فرصة للسيطرة على أحد الجزئين في نفس الوقت، وليكون الجيش حاجزًا بينها. بالإضافة إلى ذلك، تعززت الوحدات المتواجدة في بيروت الغربية بفرقة المشاة الواحدة والتسعين والفرقة المدرعة الرابعة والتسعين من اللواء التاسع بقيادة سامي ريحانا. إنتشرت هذه الفرقتين بين المرفأ وساحة السودوكو في الأشرفية.
إندلعت إشتباكات عنيفة في المتحف الوطني في كورنيش المزرعة بين وحدات الجيش وحركة أمل، وإمتد القتال في أرجاء بيروت الغربية. مئات المقاتلين الشيعة والسنة والدروز من حركة أمل، الحزب التقدمي الاشتراكي، المرابطون وفصائل أخرى في الجبهة الوطنية كانوا مسلّحين بأسلحة آلية صغير وآر بي جي 7، ورافقهم مراكب تقنية في الشوارع. دفع ذلك الجيش إلى تضييق الخط الفاصل ووصل إلى المتحف الوطني، جاليري سمعان ومار مخايل. مع نهاية اليوم، سيطرت حركة أمل والحزب التقدمي الاشتراكي على كامل بيروت الغربية في غضون ساعات، واستولوا بذلك على التلفزيون الرسمي التابع للحكومة ومباني بث الراديو.
على الرغم من إقصائه من الشياح، شنّ الجيش اللبناني بعد ثلاثة أيام في 9 فبراير، هجومًا مضادًا بدعم من القوات اللبنانية على الضواحي الشيعية في بيروت. ردّت حركة أمل والحزب التقدمي الاشتراكي على ذلك بهمجات ضد مراكز الحكومة والقوات اللبنانية في وسط المدينة، وفي المناطق الجنوبية والشرقية. بعد يومين من أعنف قتال في بيروت منذ المرحلة الأولى من الحرب الأهلية، إستطاعت التحالف الشيعي الدروزي إخراج وحدات الجيش اللبناني والقوات اللبنانية من بيروت الغربية، وساهم ذلك رفض الجنود الشيعة من الجيش اللبناني محاربة باقي المقاتلين من نفس طائفتهم، ومنهم من قاتل معهم ضد وحدات الجيش. بين 8 و9 فبراير في أعنف قصف ساحلي منذ الحرب الكورية، قامت السفن الحربية الأمريكية بقصف مراكز الحزب التقدمي الاشتراكي والجيش السوري بالقرب من بيروت، عمليّة استدعت رفض واستنكار الكونغرس. خلال تسع ساعات متوالة في 8 فبراير، قامت يو إس إس نيو جيرسي بمفردها بإطلاق 288 قذيفة من عيار 16 بوصة، يعادل وزن كلّ منها سيارة فولكس فاغن بيتل، فأطلق اللبنانيين في الشوف عليها لقب «طائرات فولكس فاغن». مرة أخرى، أخطئ بعضها الهدف، وقتل بسبب ذلك الكثير من المدنيين أغلبهم شيعة ودروز. على الرغم من ذلك، تدمّر بعض مراكز القصف التابعة للسوريين والدروز، وضربت 30 قئيفة مركزًا سوريًا قتل خلاله قائد القوات السورية في لبنان إلى جانب ضباط رفيعي المستوى.

#### هزيمة الجيش اللبناني في الشوف
أثناء ذلك في الشوف، أخرج الحزب التقدمي الاشتراكي والجبهة الوطنية في 13 فبراير آخر ما تبقّى من وحدات الجيش اللبناني والقوات اللبنانية من عاليه وكفرمتا، وظلّت سوق الغرب فقط تحت سيطرة الحكومة. في نفس اليوم، أخرجت حركة أمل بدورها وحدات الجيش الأخيرة من مراكزها في بيروت الغربية، وسيطرت على خلدة، مع بقاء المطار في يد البحرية الأمريكية. قام القوى الجوية اللبنانية بطليعة جويّة أخيرة فوق الشوف، وشنّت ضربات جويّة ضد الحزب التقدمي الاشتراكي في المنطقة الغربية من بحار بدعم من اللواء الرابع المعززة فرقة الحرس المئة وواحد من اللواء العاشر، وقاتلت بضراوة لإستعادة مراكزها في عبيه، كفرمتا، عين كسور والبنيه. لكنّها لم تحقق النجاح المطلوب نتيجة انعدام التخطيط والتنسيق بين وحدات الجيش في ساحة القتال. كانت إحدى أسباب ذلك نجاح الجبهة الوطنية في إعتراض وتخريب الاتّصالات اللاسلكيّة بين الجنود، ما سمح لهم بانتحال شخصية قيادة الجيش في وإرسال الأوامر للواء الرابع بالانسحاب والتراجع. في نفس الوقت، أمر المسؤولون على مدفعية الجيش في بيروت الشرقية بقصف مراكز الجيش في غرب الشوف، ما أدّى لإحداث الأضرار الهائلة بينهم وإجبارهم على الإنسحاب بشكل غير منظم بإتّجاه الساحل بينما يتعرّضون للقصف من النيران الصديقة.
تقدّمت حركة أمل بإتجاه مراكز القوات اللبنانية في إقليم الخروب في الساحل، ووصلوا إلى الدامور بعد مقاومة طفيفة. في 14 فبراير، إنضمّوا في خلدة إلى الحزب التقدمي الاشتراكي وتعاونوا على إخراج اللواء الرابع من قواعدهم الأخيرة في غرب الشحار. مع محاصرتهم وإصاباتهم السابقة، تفكّك اللواء بعد أن قرر 900 درزي بالإضافة إلى 60 ضابط وقيادي الإنضمام إلى الحزب التقدمي الاشتراكي. تبقّى 1000 جندي فقط في اللواء معظمهم من الموارنة، وقرروا الانسحاب نحو الساحل وإعادة التجمع في الدامور أو الهرب نحو نهر الأولي بهدف الحصول على الحماية من الإسرائيليين، وتركوا خلفهم دبابات أمريكية الصنعة، مدرّعات، شاحنات وسيارات عسكرية، مدافع الهاوتزر بالإَافة إلى الذخيرة. بعد وصولهم إلى الدامور وصيدا، تم إخلاء هؤلاء الجنود عن طريق القوات البحرية اللبنانية إلى بيروت الشرقية، وإنضمّوا هناك إلى اللواء العاشر وباقي الألوية ذات الأغلبية المسيحية.
في اليوم التالي، سقطت قرى المشرف والدامور تحت سيطرة الحزب التقدمي الاشتراكي، في حين استمرّت الاشتباكات حول سوق الغرب، آخر منطقة تسيطر عليها الحكومة في جبال الشوف. توجّهت حشود كبيرة من المدنيين اللبنانيين النازحين بإتّجاه المناطق التي تسيطر عليها إسرائيل، رافقهم مجموعات من جنود الجيش اللبناني ومقاتلي القوات اللبنانية. بالمجمل، باتت مناطق بيروت الغربية والشوف تحت سيطرة حركة أمل، الحزب التقدمي الاشتراكي والجبهة الوطنية المدعومة من سوريا، وخسر الجيش اللبناني والقوات اللبناني المدعومين من الولايات المتحدة وإسرائيل بشكل حاسم.

#### إنهيار الجيش اللبناني
هزيمة الجيش اللبناني الحاسمة أدّت إلى إنقسامه مجددًا بين الخوط الطائفية، حيث قررّ الكثير من الجنود المسلمين الانضمام إلى المعارضة. يقدّر أنّ 40% من جنود الجيش اللبناني الذين بلغ عددهم 27000 إنضمّوا إلى الأحزاب والميليشيات الإسلامية، أو رفضوا الإنخراط في نزاع عسكري ضدّها. بعد نداء مفتوح من نبيه بري، إنضم اللواء السادس بشكلي ذو الأغلبية الشيعية غير رسمي إلى حركة أمل، ما زاد قواتها بين 2000 و6000 مقاتل، مع دخول جنود آخرون من فرقة المشاة السابعة والتسعين من اللواء السابع.

#### بداية إنسحاب القوات المتعددة الجنسيات
بعد هذه الأحداث في بيروت، قرر رئيس الولايات المتحدة رونالد ريغان سحب القوات الأمريكية من لبنان تحت ضغط من الكونغرس، خاصّة بعد استقالة شفيق الوزان رئيس الحكومة اللبنانية في 5 فبراير، واستمرّ في تصريف الأعمال. بعد يومين فقط، أمر ريغان 1700 من البحريين الانسحاب، وبقي في لبنان مجموعة صغيرة منها في لبنان ضمن الوحدة الرابعة والعشرين البرمائية، كجزء من قوات الأمن الخارجية وكانت مهمّتها حراسة السفارة الأمريكية في بيروت الشرقية حتى إنسحابها في 31 يوليو.
بدأت الوحدات الأمريكية بالإنسحاب في 17 فبراير، وتبعتها البريطانية والفرنسية والإيطالية. إنسحب الإيطاليون في 20 فبراير، ثم باقي البحريين الأمريكيين في 26 فبراير. إحتلّت حركة أمل الموقع التي خلّفتها، من بينها مطار بيروت الدولي الذي تم تسليمه للواء السادس. المواقع التي كانت تابعة لفرنسا على حدود الخط الأخضر، بينها مواقع كانت محتلّة أساسًا من قبل الحركة والحزب التقدمي الاشتراكي والقوات اللبنانية، سلّمت لاحقًا إلى مجموعة جديدة عرفت باسم قوى الأمن الداخلي.
بعد خسارة وتفكك الجيش اللبناني، وانحصار أمين الجميل وحكومته في بيروت الشرقية، لم يملك الأخير خيارًا سوى الذهاب في رحلة رسمية إلى دمشق والاجتماع بحافظ الأسد لمناقشة مستقبل البلاد، وكان مضطرًا بطبيعة الحال للتخلّي عن اتّفاق 17 أيار.

### مارس 1984
قدّمت السعودية خطّة سلام ووافق عليها أمين الجميل، إلّا أنه رفضت من قبل سوريا وإسرائيل والأحزاب الرئيسية اللبنانية. في 5 مارس أعلنت الحكومة رسميًا إلغاء إتفاق 17 أيار، الذي لم يتم التصديق عليه، وإنسحبت آخر دفعة من قوات البحرية الأمريكية. أستكلمت محادثات التصالح في 12 مارس في لوزان في سويسرا، برئاسة الجميل مرّة أخرى. في 20 مارس، أعلن المتحاربون في مؤتمر صحفي عن وقف إطلاق نار فوري، في حين أنّه كان قائمًا فعليًا منذ هزيمة الجيش والقوات اللبنانية، كما أعلن عن لجنة أمنية عليا لمراقبة ذلك والاشراف على نزع السلاح في بيروت. في نفس اليوم، إشتعل قتال في المناطق الوسطية في بيروت والخط الأخضر والضواحي الجنوبية بين ليلتي 20 و21 مارس. استمر إطلاق النار بشكل متقطع على الخط الأخضر، وفي 22 مارس، أخرج الحزب التقدمي الاشتراكي وحركة أمل حلفائهم السابقون المرابطين بالإضافة إلى فصائل صغيرة من المنطقة، بهدف منع حدوث أي مخالفة لوقف إطلاق النار المعلن. مع نهاية مهتمها، غادرت القوات الفرنسية بيروت في 31 مارس، وكانت «حرب الجبل» قد إنتهت.

## النتائج
أدّت هزيمة الجيش اللبناني والقوات اللبنانية إلى نتائج كارثية على الموارنة في لبنان وأتت على شكل أضرار سياسية وخسارة أراضي واسعة. كان من الواضح أنّ قائد الجيش إبراهيم طنوس ورئاسة المجلس التنفيذي للقوات التي يترأسها فادي أفرام وفؤاد أبو ناضر في بيروت الشرقية إستهانت بقدرات الحزب التقدمي الاشتراكي الدرزي وخلفه الحركة الوطنية وحركة أمل الشيعية، إلى جانب الدعم السياسي واللوجستي القادم من سوريا ومنظمة التحرير.
بالإضافة إلى ذلك، رفض أمين الجميل إعطاء الدروز والشيعة ما يتوقعونه من التمثيل السياسي، واعتماده المبالغ فيه على الدعم السياسي والعسكري من الأمريكيين والفرنسيين خلال الصراع أدّى إلى خسارته مصداقيته وسلطته ودوره كرئيس الجمهورية وقائد الطائفة المارونية في لبنان. بدورها، كانت الحرب ضربة ثقيلة لهيبة وقدرات القوات اللبناني، نتيجة لسلوكه الذي يوصف بأنه «متكبّر وعدائي» تجاه الدروز وعجزهم عن الدفاع عن المسيحيين في الشوف.
كما ساهمت حرب الجبل في إنهاء الإعتقاد بأن الحرب الأهلية قد هدأت وأنها مجرّد «صراع بين القوى الأجنبية»، وستنتهي مع مغادرتها البلاد. مع إنسحاب القوى المتعددة الجنسيات من لبنان، وتراجع إسرائيل إلى الجنوب لتأسيس الحزام الأمني، إستغلّت سوريا الفرصة لتطبيق وصايتها على لبنان. استمرّ الفراغ السياسي في البلاد، وعجزت سوريا حتّى عن ملأه، وظلّ لبنان منقسمًا وفي نزاعات بين مختلف الأطراف حتى سنوات طويلة.